# José Pedro Paiva
José Pedro Paiva (1960) é um historiador e professor português. 

## Carreira
Realizou a sua licenciatura na Universidade Nova de Lisboa e na Universidade de Coimbra.
Preparou o doutoramento em história no Instituto Universitário Europeu, em Florença, que frequentou entre 1992 e 1995. Doutorou-se em história moderna e contemporânea na Universidade de Coimbra em 1996.
Desde 1986 é professor catedrático na Faculdade de Letras da Universidade de Coimbra, lecionando as disciplinas de História Moderna de Portugal, Cultura Portuguesa e seminários de pós-graduação sobre a Inquisição. É investigador e coordenador científico do Centro de História da Sociedade e da Cultura da Universidade de Coimbra; investigador do Centro de Estudos de História Religiosa da Universidade Católica Portuguesa; correspondente da Academia Portuguesa da História e da Academia das Ciências de Lisboa.
Foi diretor da Faculdade de Letras, e do Arquivo da Universidade de Coimbra (2011-2019), professor convidado na Universidade de S. Paulo (2008), bolseiro da John Carter Brown Library (2004) e da Organização Neerlandesa de Investigação Científica (Nederlanse Organisatie voor Wetenschappelijk Onderzoek) (2012).

## Obra
Seu trabalho está centrado na história da Religião, com um especial interesse pela história da Inquisição. Segundo o historiador Jaime Teixeira Gouveia, Paiva é "reputado especialista" e deixou trabalhos pioneiros no tema das relações entre a Inquisição e o episcopado, destacando-se Baluartes da fé e da disciplina. O enlace entre a Inquisição e os bispos em Portugal (1536-1750) (2011).
Junto com Giuseppe Marcocci, escreveu a primeira síntese histórica sobre a Inquisição em Portiugal, na obra História da Inquisição Portuguesa, 1536-1821 (2013), publicação contemplada em 2014 com o Prémio Lusitânia da Academia Portuguesa da História.
Foi coordenador científico e um dos autores de História da Diocese de Viseu (2016), em três volumes, que recebeu em 2016 o Prémio Lusitânia da Academia Portuguesa da História.
Seu artigo "The Impact of Luther and the Reformation in the Portuguese Seaborne Empire: Asia and Brazil, 1520–1580" (2019) recebeu o prémio World Christianities Essay Prize da revista The Journal of Ecclesiastical History, publicada pela Universidade de Cambridge.

### Outras publicações
- Práticas e crenças mágicas. O medo e a necessidade dos mágicos na diocese de Coimbra (1650-1740). Coimbra: Livraria Minerva, 1992.
- Bruxaria e superstição num país sem caça às bruxas: 1600-1774. Lisboa: Editorial Notícias, 1997. (2ª edição em 2002)
- Religious ceremonials and images: power and social meaning (1400-1750), (direcção científica). Coimbra: Centro de História da Sociedade e da Cultura; European Science Foundation; Palimage Editores, 2002.
- Portugaliae Monumenta Misericordiarum, (direcção científica). Lisboa: União das Misericórdias Portuguesas, 2002-2012 (10 volumes)
- Os bispos de Portugal e do império 1495-1777. Coimbra: Imprensa da Universidade de Coimbra, 2006.
- História Global de Portugal, (coordenou com Carlos Fiolhais e José Eduardo Franco). Lisboa:Temas e Debates, 2020.[11]